# Provolone

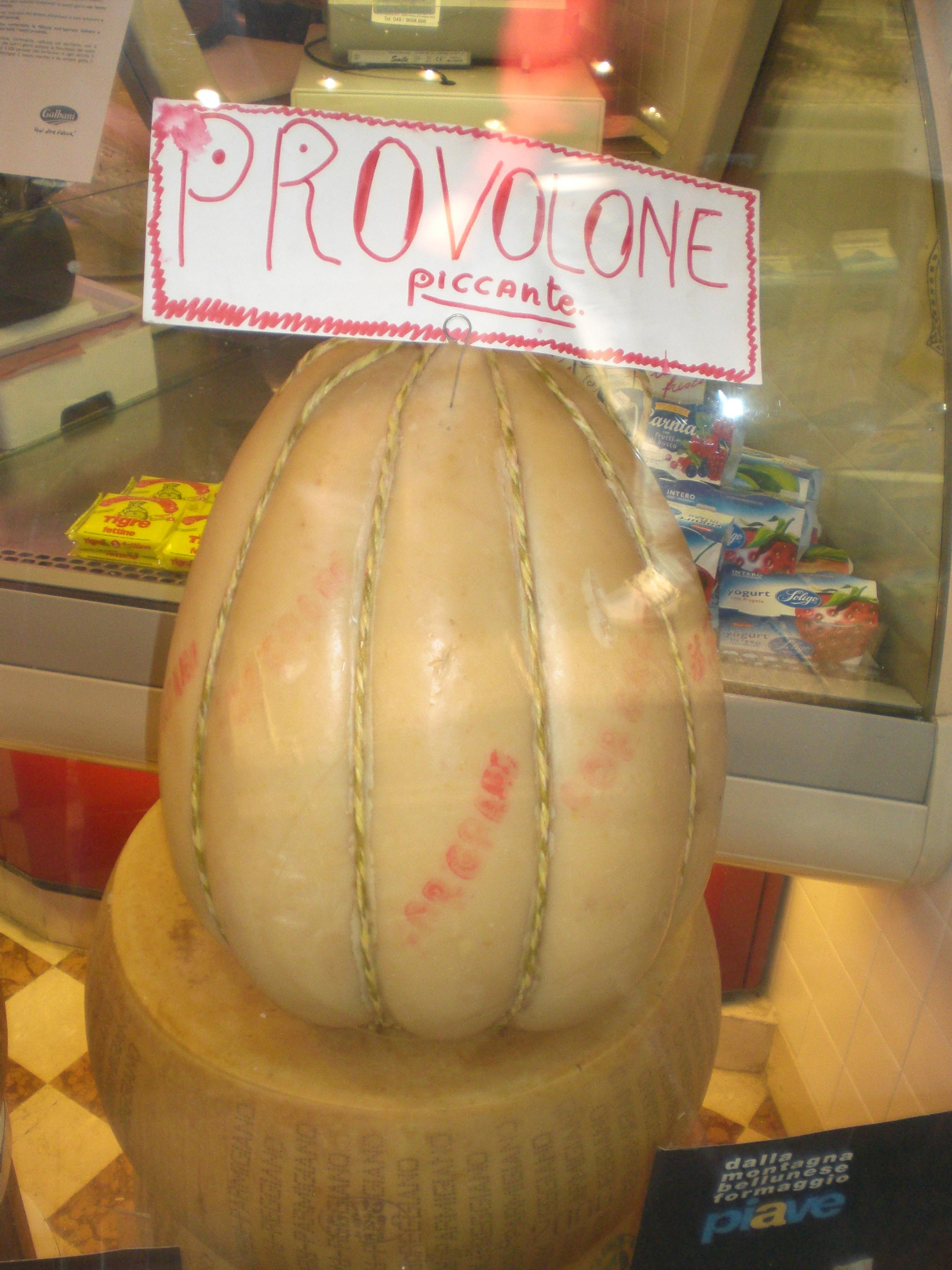
Provolone

Provolone är en italiensk ost gjord på komjölk med ursprung i nordvästra Italien. Den kan ha en avlång form som en stor salami eller i större format rund. Provolone produceras även och är populär numera i Argentina, USA och Japan. I Argentina serveras osten ofta stekt som förrätt eller som tilltugg, med chimichurri, en argentinsk marinad för kött gjord på olivolja och kryddor och kallas då provoleta.